# Estación de Abusu
Abusu es una parada del tranvía de Bilbao, explotado por Euskotren Tranbia. Fue inaugurada el 25 de marzo de 2022, tras la renovación a plataforma tranviaria de las instalaciones, la cual anteriormente formaba parte de la Línea E1 de Euskotren Trena.

## Localización
La parada se encuentra ubicada en el Camino del Pontón, próxima a la Ikastola Abusu.